# Lobogonia aculeata
Lobogonia aculeata är en fjärilsart som beskrevs av Alfred Ernest Wileman 1911. Lobogonia aculeata ingår i släktet Lobogonia och familjen mätare. Inga underarter finns listade i Catalogue of Life.